# 93rd Infantry Division
La 93rd Infantry Division (93ª Divisione di fanteria) è stata una divisione di fanteria dell'esercito degli Stati Uniti, formata inizialmente solo da soldati afroamericani e poi mista, che ha partecipato alla Prima, alla seconda guerra mondiale.
Attivata provvisoriamente per la prima volta nel 1917 come  93d Division (Provisional) non partecipò come divisione a nessuna battaglia ma le sue unità furono invece messe a disposizione dell'esercito francese. I francesi riorganizzarono ed equipaggiarono i soldati statunitensi mentre la divisione venne disattivata nel maggio 1918.
Venne riattivata il 15 maggio 1942 durante la mobilitazione successiva all'entrata in guerra degli Stati Uniti nella Seconda guerra mondiale, venendo organizzata a Fort Huachuca in Arizona. Dopo aver prestato servizio nel teatro di guerra del Pacifico sud-occidentale, venne disattivata il 3 febbraio 1946.